# Transaktionskostenanalyse
Die Transaktionskostenanalyse wertet sowohl im Vorfeld (selten: Transaktionskostenvorhersage) als auch nach Abschluss einer Transaktion die Transaktionskosten aus mit dem Ziel, diese zu minimieren. Nach der Transaktionskostentheorie entstehen bei jeder wirtschaftlichen Transaktion auch Transaktionskosten, die nicht alle unabhängig voneinander sind. Zum Beispiel kann ein höherer Aufwand für Recherche (erhöht Informationsbeschaffungskosten) zu günstigeren Konditionen (niedrigere Abwicklungskosten oder Transportkosten) oder besseren Preisen führen. Die Transaktionskostenanalyse versucht, die verschiedenen Kosten gegeneinander abzuwägen und ein Optimum zu finden.
Eine Analyse nach Abschluss einer Transaktion kann aufzeigen, inwieweit die tatsächlichen Transaktionskosten vom Optimum oder vom im Vorfeld gesetztem Maßstab abweichen, und dient als Grundlage für zukünftige Verbesserungen.

## Transaktionskostenanalyse im Wertpapierhandel
Neben den Handels- und Abwicklungsgebühren (explizite Kosten) können im Wertpapierhandel große Aufträge je nach Marktmodell Market Impact verursachen, der sich aus der Liquiditätsprämie und der adversen Preisbewegung (implizite Kosten) zusammensetzt. Über die Zeit mindern die Transaktionskosten die Performance eines Portfolios.
Durch Aufteilen des Einzelauftrags in mehrere, über die Zeit verteilte Aufträge können die impliziten Kosten gesenkt werden, wobei die expliziten Kosten durch Gebühren pro Auftrag steigen können. Es ist ebenfalls möglich, alternative Handelssysteme, z. B. Crossing Netzwerke oder Dark Pools zu nutzen, bei denen jedoch Opportunitätskosten (Kosten durch Nicht-Ausführung) entstehen. Hier versucht die Transaktionskostenanalyse, unterstützt durch Software, ein Optimum zu finden, z. B. die Anzahl, Größe und Abgabezeitpunkte der Aufträge vorzugeben.
Nach einer Wertpapiertransaktion zeigt die Analyse die Abweichung von der gewählten Benchmark auf und erlaubt eine Reoptimierung der Handelsstrategie.

## Transaktionskostenanalyse bei E-Services
Durch E-Services werden grundsätzlich bessere Transaktionskosteneffizienzen erzeugt und Informationsasymmetrien verringert. Dies bietet dem Kunden bei der Benutzung von elektronischen Märkten konkrete Vorteile: es ergeben sich grundsätzlich geringe Transaktionskosten, da neben einer Zeitersparnis in der Informationsbeschaffung auch eine höhere Qualität in der Auswahl der Suchergebnisse durch Filter und eine höhere Quantität der angebotenen Alternativen im Auswahlprozess in Erscheinung tritt. Diese Merkmale treffen beispielsweise auf die elektronischen Dienstleistungen der Internetauktionshauses eBay zu. Bei Online-Diensten herrscht des Weiteren eine Transparenz bei den Kosten. Für die Transaktionskostenanalyse bedeutet das, dass sich die Opportunität auf der Vertragspartner Seite reduziert, wodurch die Unsicherheit beim Kunden abnimmt. Es wird langfristig eine Informationssymmetrie angestrebt, die sich in der verbrauchsorientierten Bepreisung widerspiegelt. Die automatische Skalierbarkeit der Cloud Computing-Dienste, die nur den tatsächlichen Ressourcenbedarf von Anwendungen zufriedenstellen, lässt die Spezifität sinken, da ausschließlich die genutzten Kapazitäten bezahlt werden müssen. Problematisch in diesem Zusammenhang ist jedoch die Datensicherheit, die eine Auslagerung von Geschäftsdaten in eine fremde Infrastruktur beinhaltet. Infolgedessen steigt die parametrische Unsicherheit innerhalb der Transaktionskostenanalyse an. Die Unsicherheit kann jedoch mithilfe von Vertragsanpassungen wieder verringert werden.